# Lyra (azienda)
Lyra è un'azienda tedesca produttrice di matite, evidenziatori e portamine fondata nel 1806 a Norimberga.

## Storia
L'azienda è stata fondata da Johann Froescheis. La fabbrica di matite Lyra è la più antica di Norimberga.
La filiale francese è stata creata nel 1984.
Nel 2008 Lyra è stata venduta alla società italiana FILA.